# Tiquisate
Tiquisate (del náhuatl, significa «a la orilla de los cipreses»), es un municipio del Departamento de Escuintla, en la República de Guatemala. Se encuentra ubicado en el paralelo 14, entre las latitudes 14° 00. y 14° 22. Norte, longitudes 91° 30. y 91° 16. Oeste. Dista de la ciudad Capital 79.2 kilómetros en línea recta. Su cabecera municipal es la Villa de Pueblo Nuevo Tiquisate, la cual es una de las principales ciudades del Departamento de Escuintla y se encuentra ubicada a 145 kilómetros, por carretera, de la Ciudad de Guatemala, en dirección suroeste, y a 90 kilómetros de la cabecera departamental de Escuintla en la misma dirección, exactamente a: 14° 17‘ 18" latitud Norte y 91° 22‘ 00" de longitud Oeste. 

## Toponimia
Muchos de los nombres de los municipios y poblados de Guatemala constan de dos partes: el nombre del santo católico que se venera el día en que fueron fundados y una descripción con raíz náhuatl; esto se debe a que las tropas que invadieron la región en la década de 1520 al mando de Pedro de Alvarado estaban compuestas por soldados españoles y por indígenas tlaxcaltecas y cholultecas. El topónimo «Tiquisate» es entonces posiblemente de origen náhuatl; de hecho, en la toponimia náhuatl de Guatemala aparecen dos nombres que se le asemejan: «Tiquisis» que significa «a la orilla de los cipreses» y «Tiquisilaj» que significa «a la orilla de los cipresales».

## Geografía física

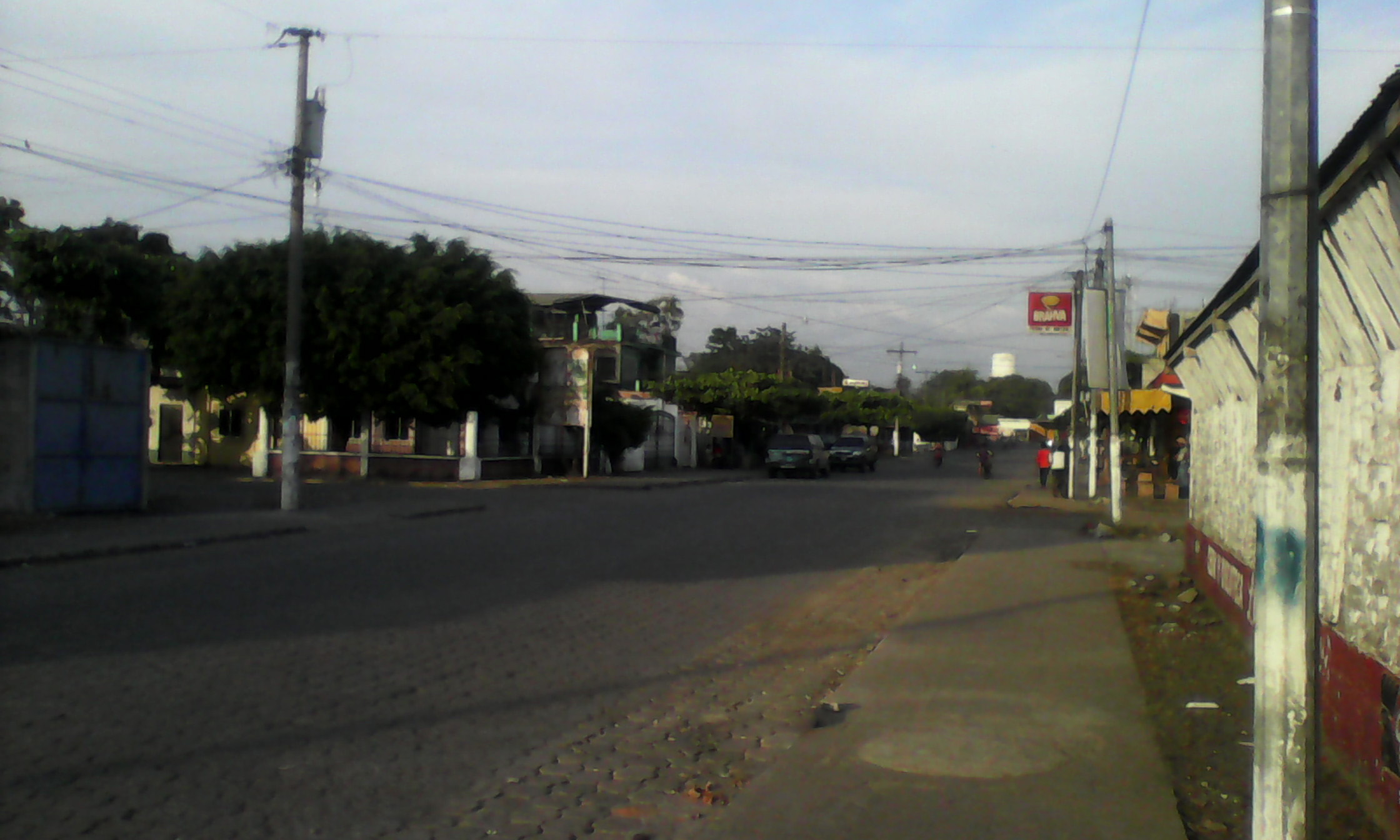
Calle principal en Tiquisate

El municipio de Tiquisate tiene una extensión territorial de 362,20 km² y una altura entre 0 y 984 pies sobre el nivel del mar. Tiene una población en la ciudad según el censo del año 2002 de 54,983 habitantes, es decir 150 hab./km². Además de estar situado a 90 km de la cabecera departamental y a 145 de la ciudad capital. La carretera desde la Ciudad de Guatemala hasta Tiquisate esta totalmente asfaltada y en muy buen estado.

### Coordenadas
- Latitud: 14°17′18″
- Longitud: 91°22′0″
- Altitud: entre los 90,78 m s. n. m. y los 107,89 m s. n. m.

### Principales Accidentes Geográficos
En la parte sur del territorio tiquisatense no existen irregularidades bien pronunciadas ya que se caracteriza por ser de un tipo de llanura aluvial que sirve a los ríos Icán, Nahualate y Madre Vieja, así como de restos de superficies planas originadas por sedimentos fluviales, pero si existen medianas elevaciones de tierra llamadas montañas en la parte norte del territorio: en las parcelas municipales, Finca Laurel, Finca Buenos Aires —en donde están las montañas más altas de todo el municipio—, Finca Santa Marta, Finca Ixtepéque y Finca Concepción La Noria. También hay algunas medianas depresiones: El Juilín, El Jute,  La Mora y las Arenas.

### Hidrografía
Las tierras del sur de este municipio, gozan de ser bañadas por las olas del Océano Pacífico, lo que le da un esplendoroso desarrollo a la flora y fauna de esta región. Este municipio en la parte sur posee terrenos generalmente casi planos, lo que facilita los cultivos, además posee la ventaja de ser irrigado por varios ríos, entre ellos algunos caudalosos como: El Nahualate, Bravo, Jaja, Madre Vieja, Mopán, Siguacán y otros que hacen que sus tierras sean muy fértiles y faciliten la producción de variedad de cultivos.
| Nombre      | Descripción |
| ----------- | --- |
| Nahualate   | Nace en Santa Catarina Ixtahuacan en Sololá, atraviesa Tiquisate en su recorrido al Océano Pacífico y en un tramo sirve de límite con el municipio de Santo Domingo Suchitepéquez. Es navegable por pequeñas embarcaciones en cerca de 25 km. Su longitud es de 150 km aproximadamente, su anchura entre 15 a 30 m, y profundidad hasta dos metros y más. Sus afluentes principales son el Mocá y Bravo. |
| Madre Vieja | Nace cerca del límite entre Quiché, Sololá y Chimaltenango; sirve de límite entre los dos últimos departamentos, pasando después por Tiquisate sirviendo de límite con el municipio de Nueva Concepción. |
| Río Bravo   | Se forma de la unión de varias corrientes en las faldas suroeste del volcán Atitlán, al noroeste del casco de la finca Mocá Grande. Pasa por la finca San Rafael Panán, donde luego le afluye el río San Francisco, entra al municipio de Tiquisate y finalmente desemboca en el río Nahualate. |

| Tipo      | Listado |
| --------- | --- |
| Zanjones  | La Noria, El Algodón, Pajuil, Camajapa, Del mico, EL Juilín, Las Arenas, Seco, Bisarroya de Manuel, de La Puerta. |
| Quebradas | Caserío 'El Rinconcito'.                                                                                          |
| Lagunas   | El Cobano, el Chagüite.                                                                                           |

### Suelo
En Tiquisate predomina el tipo de suelo Ts es decir Tiquisate franco, que por su textura, humedad y profundidad es uno de los mejores tipos de suelo de Guatemala, también posee suelos como: el de tipo Ti que significa Tiquisate franco-arenoso o fino, Px o Paxinama, Ah o Achíguate y el AM o Arena playa de mar.

### Clima
Tiquisate es un municipio con un clima cálido, aunque por las noches las temperaturas tienden a descender y a provocar un clima más agradable ya que sus temperaturas oscilan entre los 17 a los 31 °C en la cabecera municipal y entre los 23 a los 35 °C en regiones más bajas y cercanas al mar. La temperatura media anual que se registra en la cabecera municipal de Tiquisate es de 25,7 °C.
La temporada cálida dura desde mediados de febrero hasta septiembre. El período más caluroso del año es desde marzo hasta la segunda semana de mayo. La temporada fresca dura desde mediados de noviembre hasta inicios de febrero. El período más frío del año son los meses de diciembre y enero cuando la temperatura puede llegar a descender hasta los 12 °C, debido a los frentes fríos que alcanzan la ciudad que se caracterizan principalmente por vientos ligeros y lluvias que pueden hacer descender la temperatura considerablemente. En enero del año 2010 la temperatura bajó a cifras récord, pues en el área de la cabecera municipal alcanzaron los 10 °C y en las aldeas aledañas los 12 °C.
La precipitación pluvial oscila según las áreas municipales y van desde los 1,500 mm hasta más de 3,500 mm y la cabecera municipal recibe en promedio 3,000 mm anuales. La temporada normal de lluvias abarca desde mayo hasta la primera semana de noviembre. Normalmente, los meses más lluviosos son junio, agosto y septiembre, aunque todo el invierno suele ser muy húmedo, también se registran lluvias ocasionales por la tarde en los meses de verano, permitiendo un clima más fresco por la noche.
| Parámetros climáticos promedio de Pueblo Nuevo Tiquisate                                       | Parámetros climáticos promedio de Pueblo Nuevo Tiquisate | Parámetros climáticos promedio de Pueblo Nuevo Tiquisate | Parámetros climáticos promedio de Pueblo Nuevo Tiquisate | Parámetros climáticos promedio de Pueblo Nuevo Tiquisate | Parámetros climáticos promedio de Pueblo Nuevo Tiquisate | Parámetros climáticos promedio de Pueblo Nuevo Tiquisate | Parámetros climáticos promedio de Pueblo Nuevo Tiquisate | Parámetros climáticos promedio de Pueblo Nuevo Tiquisate | Parámetros climáticos promedio de Pueblo Nuevo Tiquisate | Parámetros climáticos promedio de Pueblo Nuevo Tiquisate | Parámetros climáticos promedio de Pueblo Nuevo Tiquisate | Parámetros climáticos promedio de Pueblo Nuevo Tiquisate | Parámetros climáticos promedio de Pueblo Nuevo Tiquisate |
| Mes                                                                                            | Ene.                                                     | Feb.                                                     | Mar.                                                     | Abr.                                                     | May.                                                     | Jun.                                                     | Jul.                                                     | Ago.                                                     | Sep.                                                     | Oct.                                                     | Nov.                                                     | Dic.                                                     | Anual                                                    |
| ---------------------------------------------------------------------------------------------- | -------------------------------------------------------- | -------------------------------------------------------- | -------------------------------------------------------- | -------------------------------------------------------- | -------------------------------------------------------- | -------------------------------------------------------- | -------------------------------------------------------- | -------------------------------------------------------- | -------------------------------------------------------- | -------------------------------------------------------- | -------------------------------------------------------- | -------------------------------------------------------- | -------------------------------------------------------- |
| Temp. máx. abs. (°C)                                                                           | 34                                                       | 35                                                       | 37                                                       | 38                                                       | 37                                                       | 36                                                       | 37                                                       | 36                                                       | 36                                                       | 36                                                       | 35                                                       | 33                                                       | 35                                                       |
| Temp. máx. media (°C)                                                                          | 29                                                       | 31                                                       | 33                                                       | 33                                                       | 32                                                       | 31                                                       | 32                                                       | 31                                                       | 31                                                       | 30                                                       | 29                                                       | 27                                                       | 30                                                       |
| Temp. mín. media (°C)                                                                          | 15                                                       | 16                                                       | 20                                                       | 21                                                       | 20                                                       | 20                                                       | 20                                                       | 19                                                       | 19                                                       | 18                                                       | 16                                                       | 15                                                       | 18                                                       |
| Temp. mín. abs. (°C)                                                                           | 10                                                       | 11                                                       | 13                                                       | 16                                                       | 16                                                       | 15                                                       | 17                                                       | 16                                                       | 13                                                       | 14                                                       | 12                                                       | 11                                                       | 12                                                       |
| Precipitación total (mm)                                                                       | 29.1                                                     | 15.2                                                     | 51.3                                                     | 173.3                                                    | 316.1                                                    | 506.1                                                    | 312.8                                                    | 385.5                                                    | 584.0                                                    | 492.1                                                    | 126.1                                                    | 33.2                                                     | 3,024.8                                                  |
| Fuente: Instituto Nacional de Sismología, Vulcanología, Meteorología e Hidrología de Guatemala |                                                          |                                                          |                                                          |                                                          |                                                          |                                                          |                                                          |                                                          |                                                          |                                                          |                                                          |                                                          |                                                          |

Las temperaturas extremas registradas son:
- Temperatura máxima: 38 °C (abr 1988)
- Temperatura mínima: 10 °C (ene 2010) (registrado en la cabecera municipal de Tiquisate)

### Ubicación geográfica
El municipio de Tiquisate se encuentra en el departamento de Escuintla y colinda con los siguientes municipios:
- Norte: Río Bravo, municipio del departamento de Suchitepéquez
- Sur: Océano Pacífico[7]
- Este: Nueva Concepción, municipio del departamento de Escuintla[7]
- Oeste: Santo Domingo Suchitepéquez, municipio del departamento de Suchitepéquez
- Noroeste: San José El Ídolo y Chicacao, municipios del departamento de Suchitepéquez

| Noroeste: San José El Ídolo Chicacao | Norte: Río Bravo     |                        |
| Oeste: Santo Domingo Suchitepéquez   |                      | Este: Nueva Concepción |
|                                      | Sur: Océano Pacífico |                        |

## Gobierno municipal
Los municipios se encuentran regulados en diversas leyes de la República, que establecen su forma de organización, lo relativo a la conformación de sus órganos administrativos y los tributos destinados para los mismos.  Aunque se trata de entidades autónomas, se encuentran sujetos a la legislación nacional y las principales leyes que los rigen desde 1985 son:
| N.º | Ley                                                | Descripción |
| --- | -------------------------------------------------- | --- |
| 1   | Constitución Política de la República de Guatemala | Tiene una regulación legal específica para los municipios en los artículos 253 al 262. |
| 2   | Ley Electoral y de Partidos Políticos              | Ley de carácter constitucional aplicable a los municipios en el tema de la conformación de sus autoridades electas. |
| 3   | Código Municipal                                   | Decreto 12-2002 del Congreso de la República de Guatemala. Tiene la categoría de ley ordinaria y contiene preceptos generales aplicables a todos los municipios, e inclusive contiene legislación referente a la creación de los municipios.             |
| 4   | Ley de Servicio Municipal                          | Decreto 1-87 del Congreso de la República de Guatemala. Regula las relaciones entra la municipalidad y los servidores públicos en materia laboral. Tiene su base constitucional en el artículo 262 de la constitución que ordena la emisión de la misma. |
| 5   | Ley General de Descentralización                   | Decreto 14-2002 del Congreso de la República de Guatemala. Regula el deber constitucional del Estado, y por ende del municipio, de promover y aplicar la descentralización y desconcentración económica y administrativa.                                |

El gobierno de los municipios está a cargo de un Concejo Municipal mientras que el código municipal —ley ordinaria que contiene disposiciones que se aplican a todos los municipios— establece que «el concejo municipal es el órgano colegiado superior de deliberación y de decisión de los asuntos municipales […] y tiene su sede en la circunscripción de la cabecera municipal»; el artículo 33 del mencionado código establece que «[le] corresponde con exclusividad al concejo municipal el ejercicio del gobierno del municipio».
El concejo municipal se integra con el alcalde, los síndicos y concejales, electos directamente por sufragio universal y secreto para un período de cuatro años, pudiendo ser reelectos.
Existen también las Alcaldías Auxiliares, los Comités Comunitarios de Desarrollo (COCODE), el Comité Municipal del Desarrollo (COMUDE), las asociaciones culturales y las comisiones de trabajo. Los alcaldes auxiliares son elegidos por las comunidades de acuerdo a sus principios y tradiciones, y se reúnen con el alcalde municipal el primer domingo de cada mes, mientras que los Comités Comunitarios de Desarrollo y el Comité Municipal de Desarrollo organizan y facilitan la participación de las comunidades priorizando necesidades y problemas.
Los alcaldes que ha habido en el municipio son:
| Año       | Nombre               | Obras                                                                                    |
| --------- | -------------------- | ---------------------------------------------------------------------------------------- |
| 1947      | Dámaso Taracena Vila | Primer alcaldel del municipio recién creado.                                             |
| 1996-1999 | Juan José Castillo   | Falleció de un infarto al enterarse de que no pudo ser reelecto en 1999.[cita requerida] |

## Historia
Por vestigios históricos de cerámica, piedra y jade, se considera que durante la época precolombina en el área que hoy ocupa el municipio de Tiquisate, habitaron los Pipiles procedentes del sur de lo que hoy es la República Mexicana. Al inicio del siglo xvii, durante la época colonial, existía el municipio de San Juan Mixtan, que para el inicio del xix, en la época de la independencia, se convirtió en Santa Ana Mixtan, quedando como vestigio de ese tiempo una de las campanas originales de la Iglesia católica de ese lugar.
El 14 de septiembre de 1926, tuvo su afincamiento la Compañía Guatemala Plantatión Limited, quien introdujo la vía férrea, construyó un sistema moderno de irrigación, experimentó la siembra de henequén, piña, tabaco y crianza de ganado, y además había adquirido el compromiso de construir un moderno puerto que llevaría el nombre de Concepción la Grande. Otras compañías que estuvieron en Tiquisate son: Guatemala Fruit Corporation, Nahualate Land Company y la Compañía Agrícola de Guatemala, que operó mediante el acuerdo gubernativo de 20 de febrero de 1928. 

### Concesión a la United Fruit Company
En 1933 la compañía estadounidense International Railways of Central America (IRCA) estaba en crisis: a pesar de que la línea en Guatemala era altamente rentable, la Gran Depresión hizo que repentinamente la IRCA no pudiera obtener financiamiento para la extensión de sus ramales en El Salvador; se produjo una crisis de liquidez cuando no había suficiente efectivo para pagar sus deudas a corto plazo y la compaña iba derecho a la bancarrota. Además existía otro problema: la United Fruit Company llegó a un acuerdo con el gobierno de Jorge Ubico en Guatemala para que la UFCO construyera un moderno puerto en «Concepción del Mar» en la costa del Pacífico guatemalteco, a cambio de una gran concesión de tierras para la plantación de bananos en Tiquisate. Se esperaba que los bananos se transportaran vía marítima a través del Canal de Panamá y, por si no fuera poco, se esperaba que un puerto con nuevas instalaciones atrajera mucho del rentable negocio del transporte del café, azúcar y banano que la IRCA había hasta entonces transportado hacia Puerto Barrios. La situación no pintaba bien para la IRCA.
Pero la IRCA logró convencer a sus socios de la UFCO que el transporte transcontinental terrestre hasta Barrios era más eficiente que el transporte marítimo vía Canal de Panamá; con esto la IRCA se salvó del desastre: tuvo más tráfico hacia Puerto Barrios, saliendo ahora de Tiquisate. Adicionalmente, la UFCO no solo salvó al ferrocarril de la bancarrota, sino que adquirió nuevo equipo para éste. El contrato con Ubico se renegoció, eliminando la construcción del puerto (pero manteniendo la jugosa concesión). En 1936 la IRCA y la UFCO firmaron un acuerdo por medio del cual la «frutera» pagó 2,6 millones de dólares de las obligaciones financiera del ferrocarril a cambio de obtener una pagaré por 1,75 millones de dólares más ciento ochenta y seis mil acciones de IRCA.
El 23 de noviembre de 1940 la United Fruit Company cedió al Gobierno de Guatemala, con escritura autorizada el 11 de octubre de 1940 un terreno de más de 400 hectáreas , destinadas a incrementar la extensión de Pueblo Nuevo en el municipio de Santa Ana Mixtan, del Departamento de Escuintla.

### Tras la Revolución de Octubre

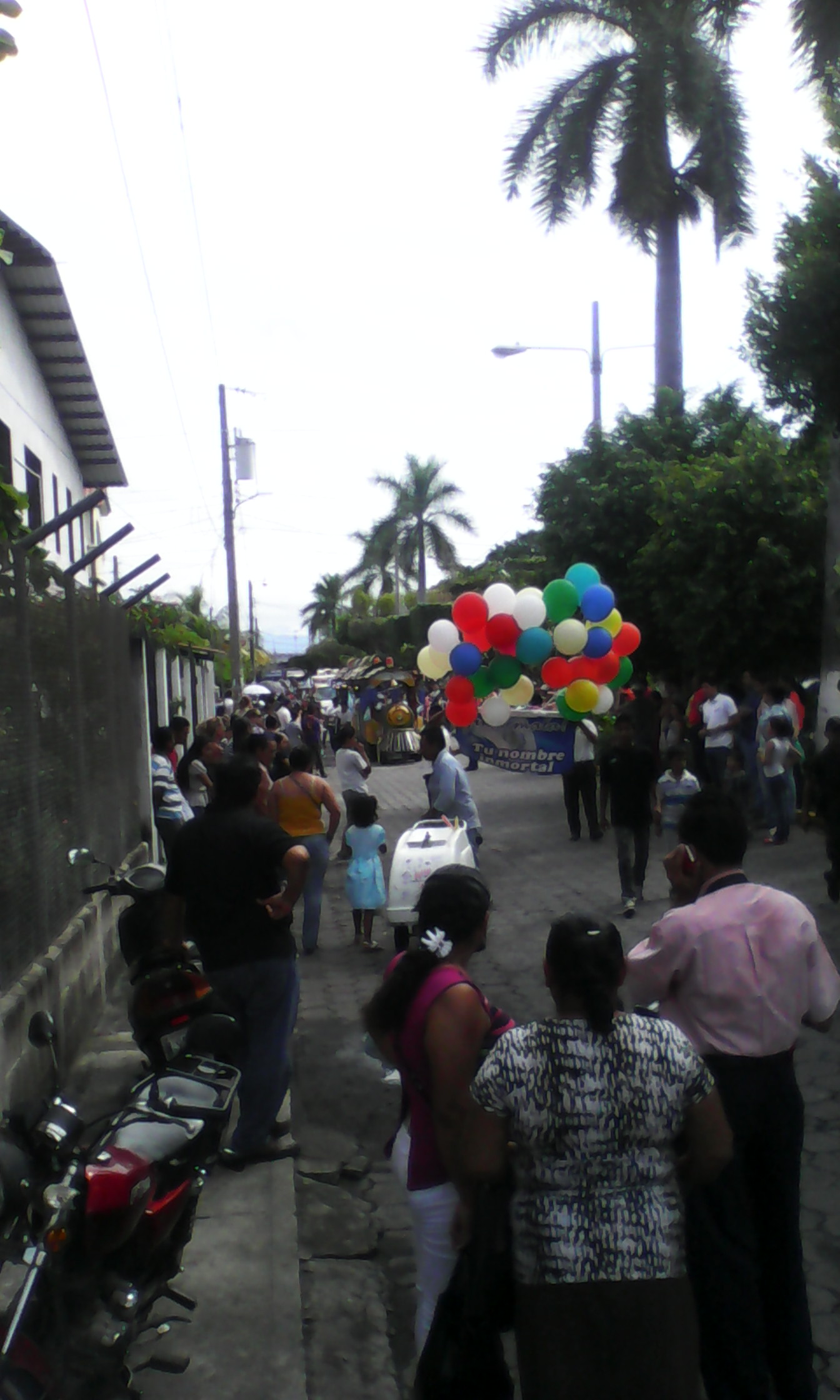
Desfile de celebración de la Independencia de Guatemala, realizado por diversas escuelas de la localidad.

Para el año de 1944 la Compañía Agrícola había construido en Pueblo Nuevo el Hospital Municipal y las instalaciones del Instituto Guatemalteco de Seguridad Social –IGSS-. Existía el Teatro «Royal» y el transporte del ferrocarril. Con acuerdo gubernativo de fecha 10 de septiembre de 1945 se aprobó que el terreno cedido para Pueblo Nuevo tenía la extensión de 404 hectáreas y 43 áreas.
El 5 de marzo de 1947 el presidente de Guatemala, Dr. Juan José Arévalo Bermejo, por acuerdo gubernativo dispone que el municipio de Santa Ana Mixtan se denomine Tiquisate, teniendo como cabecera municipal a Pueblo Nuevo y quedando la cabecera de Santa Ana Mixtan en categoría de aldea de Tiquisate. El 27 de junio de 1947 la última corporación municipal, de Santa Ana Mixtan, presidida por su alcalde municipal, señor Nicolás C. Bonilla y ante autoridades departamentales integran la primera municipalidad de Tiquisate presidida por su alcalde Dámaso Taracena Vila. El territorio del municipio de Tiquisate tenía una extensión de 892 km².
En lo que respecta a la energía eléctrica, en acuerdo gubernativo de fecha 10 de noviembre de 1948 se establecen el reglamento y tarifa para la Empresa Eléctrica. En el área de las comunicaciones, el 4 de julio de 1949 se abrió al público usuario de Tiquisate, la Oficina Nacional de Correos y Telecomunicaciones. En el sector territorio, en 1955 se origina en la jurisdicción de Tiquisate, el Parcelamiento llamado Nueva Concepción.

### Tras la Liberación de 1954
Por acuerdo gubernativo de fecha 6 de noviembre de 1959 se crea en la cabecera municipal el Instituto Prevocacional Mixto, que viene a complementar los estudios primarios impartidos en las escuelas oficiales para varones Tecún Umán y para niñas Jacinto C. Javier que funcionaban en la localidad, así como de los colegios privados Bartolomé de las Casas, El Buen Pastor, escuelas oficiales y privadas (especialmente de fincas) del área rural. Con acuerdo gubernativo del 6 de diciembre de 1961 se crea de nuevo el municipio de Santa Ana Mixtan, segregando su territorio del territorio del municipio de Tiquisate. Acuerdo que nunca se llevó a la práctica ya que por gestiones de los pobladores de Tiquisate ante el Tribunal de lo Contencioso Administrativo, se declaró sin efecto dicho acuerdo gubernativo.
El 12 de junio de 1970 el Ministerio de Comunicaciones y Obras Públicas inaugura la construcción de la carretera asfaltada, que parte del kilómetro 126 de la Carretera Internacional del Pacífico CA-2, inicia en Cocales, pasa por el municipio de Río Bravo, atraviesa Tiquisate y llega en un extremo a la Playa el Semillero y por el otro extremo a Nueva Concepción, retornando nuevamente a Cocales.  Esta carretera asfaltada se conoce también como «Proyecto H», y se realizó gracias a las gestiones del Comité Pro Carretera Asfaltada de Tiquisate.
En el año de 1971 el Ministerio de Educación autoriza el funcionamiento de la Escuela Nacional de Ciencias Comerciales adscrita al Instituto Prevocacional de Pueblo Nuevo Tiquisate, para impartirse la carrera de Perito Contador. Según el punto 8 del acta municipal número 527 con fecha 26 de septiembre de 1972 se establece el reglamento de arbitrios sobre extracción de ganado y sus derivados. En la década de los años 1970, un comité específico de vecinos aficionados al fútbol, construye el Estadio Municipal de Tiquisate, ya que el equipo local denominado «Los ases del Minar», hoy “Deportivo Tiquisate”, estaba participando en la Liga Mayor “A” del fútbol nacional y en el campeonato Centroamericano.

### Segregación de Nueva Concepción
Por acuerdo gubernativo, el 18 de febrero de 1974 se creó el municipio de Nueva Concepción, cuyo territorio de 554.54 km² se desmembró de los 892 km² del municipio de Tiquisate, quedándole a este último solo 362.20 km² . Dicho acuerdo gubernativo fue publicado en el Diario de Centro América el 21 de febrero del mismo año y a finales del mismo mes, la municipalidad de Tiquisate publicó un campo pagado en la prensa escrita guatemalteca algunas objeciones oponiéndose a la creación del nuevo municipio. Santa Ana Mixtan quedó desde entonces como aldea del municipio de Nueva Concepción.[cita requerida]

### Erupcción del volcán de Fuego de 1974
La actividad sísmica se inició el 15 de octubre de 1974 cuando los pobladores de las comunidades situadas en las faldas del volcán reportaron que a las 2:00 a. m. se registró un temblor seguido de estruendos y lluvia de ceniza que impidió que el sol iluminara los poblados de Tiquisate, Retalhuleu, Champerico, San José La Máquina y San Pedro Yepocapa cuando amaneció unas horas más tarde, lo que obligó al gobierno del general Kjell Eugenio Laugerud García a evacuar a los habitantes.  Muchos de los evacuados se lamentaron por la pérdida de todas sus pertenencias, especialmente de los animales domésticos que criaban para consumo familiar y mientras que la ceniza alcanzaba lugares tan alejados como los estados mexicanos de Chiapas y Oaxaca, al punto que las autoridades mexicanas estaban en estado de alerta por la intensidad de las ráfagas de ceniza que los alcanzaban.
Uno de los poblados más afectados fue San Pedro Yepocapa, el cual quedó parcialmente sepultados por la arena que expulsó el volcán tras cuatro días de intensa erupción; aproximadamente mil cien vecinos de la finca Morelia y anexos fueron trasladados al hipódromo de Santa Lucía Cotzumalguapa, Escuintla o a albergues temporales en Patulul, Suchitepéquez.  En el entonces parcelameinto La Máquina los pequeños agricultores perdieron casi toda su cosecha, quedando prácticamente desamparado porque sus cultivos murieron bajo la lluvia de ceniza del volcán, mientras que las grandes plantaciones de café reportaron pérdidas considerables ya que la arena que cayó provocó la caída del grano.  Una situación similar ocurrió en Coatepeque.
En 1975 la Municipalidad declara hijos predilectos de Tiquisate a los señores: Miguel Ponciano, Edgar Ponciano, Ramiro Acevedo Muñoz, Raúl García Granados, Jorge Sánchez Ocaña (padre), Jorge Sánchez (hijo), Roberto Berger, Rafael Arzú Torrebiarte, Hugo Alberto Molina Espinosa, Amilcar Bracamonte, Mario García Salas Monroy, Paolo Vestrini, todos por sus múltiples méritos en pro del progreso del municipio.[cita requerida]

### Paso del Huracán Stán
El paso del Huracán Stan provocó serias inundaciones en la mayor parte del municipio, destrucción de puentes, desbordamientos de ríos, y por consecuencia la pérdida de los cultivos. Muchos pobladores quedaron incomunicada ya que la carretera que une a Pueblo Nuevo Tiquisate con las aldeas que se encuentran cercanas al mar como el semillero, Huitzizil y Ticanlú quedó completamente inundada. El huracán Stan golpeó Tiquisate y Centroamérica durante los días 3, 4 y 5 de octubre de 2005, tocando tierra en el 4 de octubre de 2005. De manera similar que cuando el Huracán Mitch barrió Centroamérica en 1998, hubo muchas evacuaciones de personas a lo largo de la costa del Pacífico del sur de México y Centroamérica. Las pérdidas materiales fueron considerables, sobre todo en la agricultura y en la destrucción de la infraestructura del municipio.[cita requerida]

## Recursos naturales

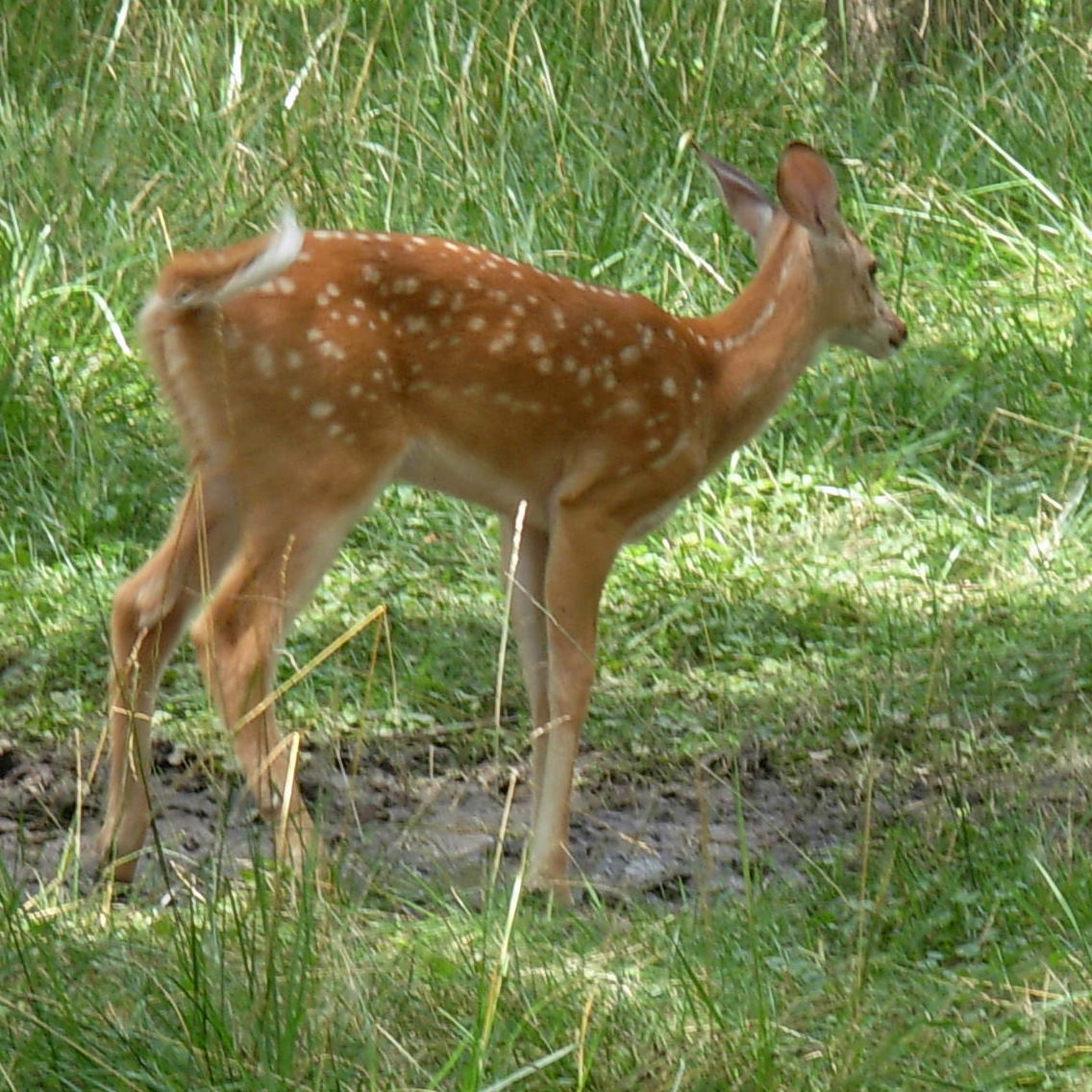
Cría del venado cola blanca en peligro de extinción en Tiquisate.

En Tiquisate, existe muy poca cobertura forestal, debido al uso que al terreno se le ha dado en lo que respecta a la producción agrícola y ganadera; la tala inmoderada ha reducido considerablemente los recursos pero se puede mencionar que existen ínfimas concentraciones de árboles, en la aldea Almolonga, y en los parcelamientos El Arisco, Barriles, El Caspirol y en Finca Buenos Aires, Santa Marta, además de las parcelas municipales en la cabecera municipal. Existen también manglares Barra Nahualate, Playa El Semillero, Aldeas las Trozas, Huitzitzil y San Francisco Madre Vieja.

### Flora  y fauna
| Tipo  | Clasificación      | Listado |
| ----- | ------------------ | --- |
| Flora | Árboles frutales   | - Coco - cacao - naranja - limón - mango - zapote - carambola - jocote tronador - jocote marañón - guayaba - aguacate - caimito - cushin - caspirol - nance - mandarina - manzana rosa - anona - paterna - sunza - guanaba - chico. |
| Flora | Árboles maderables | Ceiba, ficus, cedro, caoba, palo blanco, eucalipto, matilisguate, conacaste, roble y puntero. |
| Flora | Cultivos           | - Maíz - caña de azúcar - palma africana - hule - tabaco - plátano - banano - papaya - piña - melón - pepino - chilacayote - ayote - sandía - manía - malanga - yuca - chile - flor de izote - tomate                               |
| Fauna | Silvestre          | - Armado - venado cola blanca - tacuazín - coyote - zorro - ardilla - conejo cola de algodón - mapache - iguana - taltuza - tortuga - lagarto - tepezcuintle - ratones silvestres - murciélago - serpiente - parlama                |
| Fauna | Doméstica          | cerdo, pelibuey, caballo, cabra, perro, gatos y ganado vacuno |
| Fauna | Aves               | - codorniz - golondrina - tortolita - lechuza - búho - pavo doméstico - pato - gallina - perico - loro - paloma - pato pequines - pijije - zopilote - ganso                                                                         |

## Economía
Según el XI Censo de Población del 2002, con una proyección del 3.98% anual para el 2005, establece que Tiquisate cuenta con 54,983 habitantes, el 55.34% conforma a la población económicamente potencial, el 44.66% es la población que por su corta o avanzada edad no es considerada económicamente potencial.
El 1.2% de la población económicamente potencial no se encuentra activa por lo que el 98.8% conforma a la población económicamente activa, dedicándose la mayoría a actividades de agricultura, ganadería, transporte y comercio.

### Producción y Distribución de Productos
El modo de producción establecido es el Capitalista, ya que la producción solo se da si se cuenta con el capital necesario, los pequeños y medianos productores generalmente obtienen el capital a través del crédito, cuya garantía casi siempre es un bien inmueble, la mayoría de sus productos provienen de la agricultura y la ganadería, algunos de ellos que poseen medios de transporte comercializan directamente en el mercado local y otros que no tienen los medios lo hacen a través de intermediarios, otros productos consisten en materiales de construcción como blocks, ladrillos, pilas y tubos para drenaje, los comerciantes se dedican a la venta de productos alimenticios, calzado, vestido, ferreteros, electrodomésticos, entre otros.
Los grandes productores se desempeñan en el sector agroindustrial y con capitales obtenidos fuera de Tiquisate, se dedican a la producción de fruta como el mango, el plátano y el banano, todo para ser distribuido a México, Estados Unidos, Canadá, España y algunos otros países de Europa, a través de empresas como «Chiquita», «Dole» y «Fruits». También se incluye la producción de caña de azúcar para proveer a los principales ingenios azucareros de la Costa Sur , así como el cultivo de la Palma Africana de la cual se extrae aceite vegetal especialmente para la producción de “Aceite Vegetal Olmeca”, y en mediana escala la siembra de los árboles de Hule los cuales sirven para producir el caucho. 

## Servicios e infraestructura
La primera escuela que funcionó en Tiquisate fue la Escuela Oficial para Niñas «Centroamérica».
La Compañía Agrícola de Guatemala construyó una central telefónica, un hospital y la escuela Fray Bartolomé de las Casas. 
Por acuerdo gubernativo sancionado 6 de noviembre de 1959 se creó el instituto Prevocacional cuyas instalaciones fueron el edificio de la antigua cooperativa de los trabajadores de la Compañía Agrícola de Guatemala.
Tiquisate cuenta con un hospital nacional que lleva el nombre de Ramiro de León Carpio y fue inaugurado el 5 de enero de 1995.

## Turismo

### Sitios Arqueológicos
Entre los sitios arqueológicos están: La Flora Sin Cabezas Tiquisate (genérico para todos los de la zona). Además de La Noria, Solola y Zunil los cuales se encuentran camino a playa el semillero.

### Sitios turísticos
- Las playas del océano Pacífico y desembocadura de los ríos Nahualate y Madre Vieja en El Semillero, Las Trozas, Huitzitzil y San Francisco Madre Vieja.
- Centro Social y Deportivo «Pilar C. de Weissemberg».
- Balnearios «El Siloé», «El Oasis», «Brenda's» y «Turicentro Paraíso Fiesta».
- Riveras de los ríos Siguacan, Sanjón de Arena, Madre Vieja y Nahualate.
- Estadio Municipal de Fútbol
- Colegio «Bartolomé de las Casas», que data del tiempo de la Compañía Agrícola de Guatemala.
- Parque central «Juan José Arévalo Bermejo» y parque «San Cristóbal de las Casas».
- Centro Cívico de Tiquisate, donde se encuentran el Edificio de la Municipalidad , el Salón Social Municipal, Esc. Of. de Párvulos y el Juzgado de Paz.
- Hospital Nacional de Tiquisate «Lic. Ramiro de León Carpio».
- Instituto Prevocacional «Leonidas Mencos Ávila» y Escuela Nacional de Ciencias Comerciales de Tiquisate.
- Escuela Of. para varones «Tecún Umán» y Escuela Of. para niñas «Jacinto C. Javier».
- Biblioteca del Banco de Guatemala, que funciona en el edificio de la Municipalidad y Biblioteca Popular que funciona en las instalaciones de la Esc. Of. para varones «Tecún Umán».
- Colonia «El Prado», zonas 3 y 4 de Tiquisate, data del tiempo de la Compañía Agrícola de Guatemala, con sus casas tipo avión, tipo «t», tipo capitán y tipo yarda.
- Puentes sobre el río Siguacan, uno para el tránsito de vehículos livianos y el otro modificado para el tránsito de vehículos pesados y que antes servía para el paso del ferrocarril.
- Las canchas sintéticas de fútbol rápido «Tiquigol» ubicadas en la zona 3, a un costado de la «Calzada Tiquisate» que atraviesa el casco urbano de Tiquisate.

## Hijos ilustres
Debido a los acontecimientos políticos ocurridos en 1954, el escritor guatemalteco Miguel Ángel Asturias vivió en Tiquisate, y durante su estancia escribió la obra La guerra del banano y El papa verde, parte de su obra en tres volúmenes conocida como «La Trilogía Bananera».
- Enrique Lamm Jarquin, un compositor de Tiquisate que compuso canciones como «Tiquisate de mis recuerdos», «Boquita pintada» y otras.
- Rony Peláez, reconocido por sus múltiples participaciones culturales, sociales y deportivas en esta localidad.
- Dr. Jorge Bustamante, médico general, director del hospital de Tiquisate, la sala de maternidad del nuevo Hospital General lleva su nombre.
- Julia Barillas, primera mujer candidata a la alcaldía del municipio.
- El capitán de navío Otto Guillermo Wantland Cárcamo, quien fuera agregado militar de Guatemala en la embajada en Washington, integró la comisión de cascos azules en Haití y fue comandante de las bases navales tanto del Atlántico como la del Pacífico.
- El artista Erick Gutelewitz, quien ha realizado exposiciones por todo el mundo.
- Los hermanos deportistas de atletismo, Jesús Jerez fue campeón centroamericano y del Caribe en la disciplina de fondo y Delmar Jerez fue campeón centroamericano y del Caribe en la disciplina de marcha
- Edwin Ernesto Almengor Hernández, destacado futbolista nacional, participante de la Selección Nacional de Guatemala, Campeón con Deportivo Suchitepéquez y nombrado mejor lateral derecho en la cena de los campeones.

## Escudo
El escudo del municipio fue diseñado por Enrique Sánchez Ramírez. 